# Laney College Football Stadium
O Laney College Football Stadium  é um estádio multiuso localizado perto do Lago Merritt, em Oakland, Califórnia. É propriedade do Laney College e é a casa do Oakland Roots SC, clube de futebol profissional da USL Championship. Para jogos Roots, a capacidade do estádio foi ampliada usando um sistema modular. O estádio tem capacidade para 3.500 lugares sentados e mais de 5.500 em pé.
O estádio substituiu o Frank Youell Field, que foi a casa do Oakland Raiders da American Football League de 1962 a 1965. Frank Youell Field foi demolido em 1969.